# Tindea
Tindea is een geslacht van haften (Ephemeroptera) uit de familie Leptophlebiidae.

## Soorten
Het geslacht Tindea omvat de volgende soorten:
- Tindea cochereaui